# Royal Greenland
Royal Greenland A / S — риболовецька компанія в Гренландії, відокремлена від Калаалліта Ніуерфіата в 1990 році, але все ще повністю належить уряду Гренландії.  Компанія працює в ряді міст і населених пунктів в Гренландії, має 20 заводів з перероблення риби та корабельні бази місцевих допоміжних підрозділів. Деякі переробні заводи були закриті між 2007 і 2009 рр. У 2016 році Royal Greenland мала щорічний чистий прибуток у розмірі 335 мільйонів данських крон.

## Історія

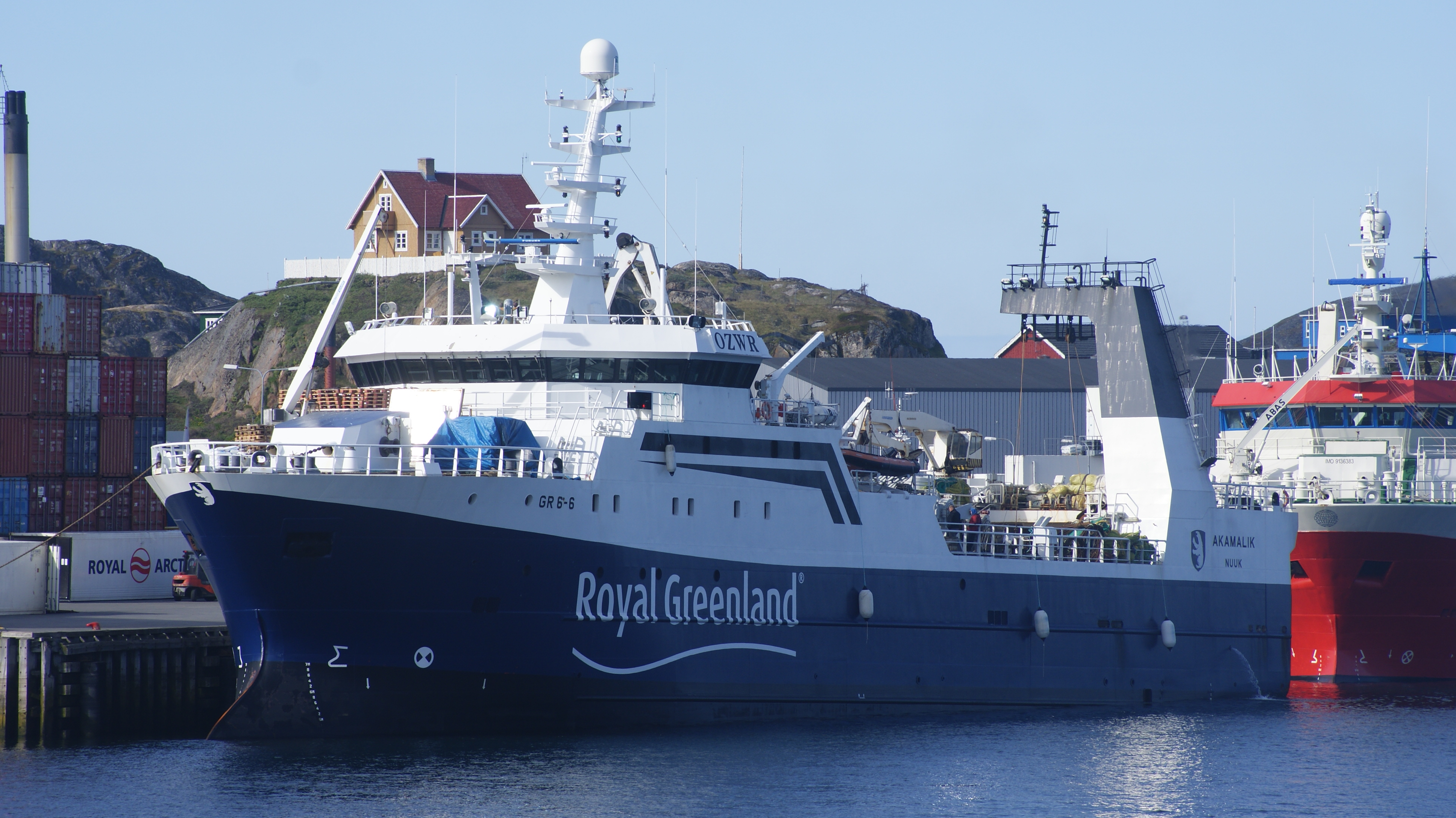
HDMS Akamalik, корабель Гренландії, що стояв на якорі в Сісіміуті.

Королівський торговий департамент Гренландії був заснований в 1774 році як дано-норвезьке державне підприємство, якому доручено керувати данськими поселеннями та торгівлею в Гренландії. Монополія компанії була остаточно припинена в 1950 році, а уряд місцевого самоврядування, запроваджений у 1979 році, отримав контроль у 1986 році перейменувавши її спочатку в "Kalaallit Niuerfiat" а потім, у 1992 році, у "KNI".  Риболовецькі операції компанії були розпочаті в 1990 році як Royal Greenland A / S 

## Зовнішні посилання
- Вікісховище має мультимедійні дані за темою: Royal Greenland